# Sigurd Brørs
Sigurd Brørs (ur. 16 lipca 1968) – norweski biegacz narciarski, zawodnik klubu Surnadal IL.

## Kariera
W 1988 roku wystąpił na mistrzostwach świata juniorów w Saalfelden, gdzie był czwarty w sztafecie oraz ósmy w biegu na 10 km techniką klasyczną.
W Pucharze Świata zadebiutował 4 marca 1990 roku w Lahti, gdzie nie ukończył biegu łączonego 2x15km. Pierwsze pucharowe punkty zdobył 11 stycznia 1992 roku w Cogne, gdzie był trzeci w biegu na 15 km stylem dowolnym. Było to jednak jego jedyne podium w indywidualnych zawodach tego cyklu. W zawodach tych wyprzedzili go jedynie jego rodak, Bjørn Dæhlie i Szwed Torgny Mogren. Najlepsze wyniki osiągnął w sezonie 1991/1992, kiedy w klasyfikacji generalnej zajął 27. miejsce.
W 1993 roku wystartował na mistrzostwach świata w Falun, gdzie w swoim jedynym starcie nie ukończył rywalizacji na dystansie 50 km techniką dowolną. Nigdy nie wziął udziału w igrzyskach olimpijskich.

## Osiągnięcia

### Mistrzostwa świata
| Miejsce | Dzień     | Rok  | Miejscowość | Konkurencja           | Czas biegu | Strata | Zwycięzca     |
| ------- | --------- | ---- | ----------- | --------------------- | ---------- | ------ | ------------- |
| DNF     | 28 lutego | 1993 | Falun       | 50 km stylem dowolnym | 2:03:36,8  | -      | Torgny Mogren |

### Mistrzostwa świata juniorów
| Miejsce | Dzień    | Rok  | Miejscowość | Konkurencja             | Wynik     | Strata | Zwycięzca           |
| ------- | -------- | ---- | ----------- | ----------------------- | --------- | ------ | ------------------- |
| 8.      | 3 lutego | 1988 | Saalfelden  | 10 km stylem klasycznym | 27:09,2   | +28,0  | Gierman Karaczewski |
| 4.      | 6 lutego | 1988 | Saalfelden  | Sztafeta 3x10 km        | 1:16:49,0 | +24,6  | ZSRR                |

### Puchar Świata

#### Miejsca w klasyfikacji generalnej
- sezon 1991/1992: 27.
- sezon 1992/1993: 33.
- sezon 1993/1994: 46.
- sezon 1994/1995: 49.
- sezon 1995/1996: 52.

#### Miejsca na podium
| Nr | Dzień       | Rok  | Miejscowość | Konkurencja           | Czas biegu | Strata | Pozycja | Zwycięzca    |
| -- | ----------- | ---- | ----------- | --------------------- | ---------- | ------ | ------- | ------------ |
| 1. | 11 stycznia | 1992 | Cogne       | 15 km stylem dowolnym | 41:18,5    | +47,6  | 3.      | Bjørn Dæhlie |